# 베를린 왕세자궁

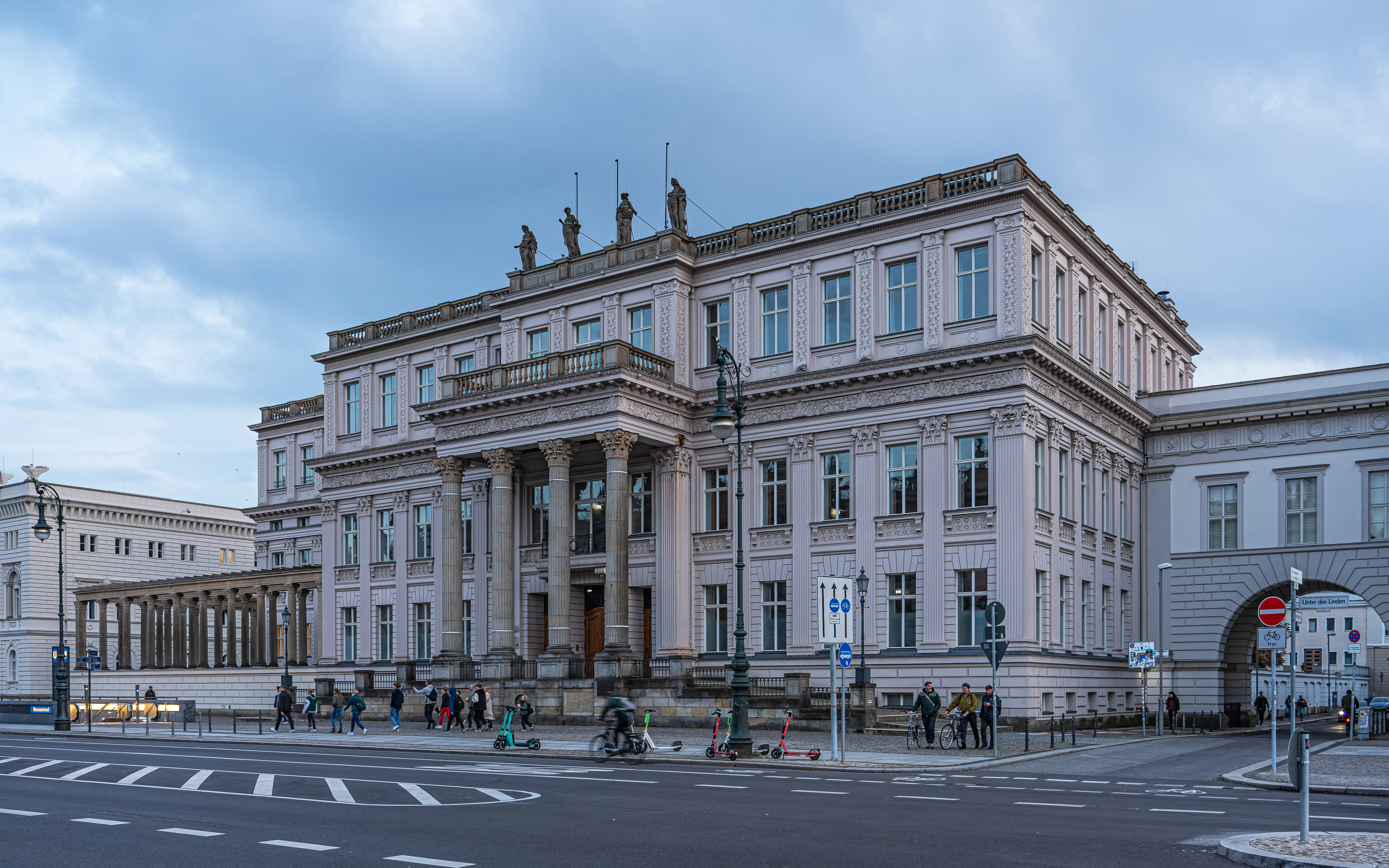
2023년의 모습

베를린 왕세자궁(~皇太子宮, 독일어: Kronprinzenpalais)은 독일 베를린 운터 덴 린덴가(街) 끝에 있는 신고전 양식의 건물이다. 제 1차 세계대전 종료시까지 독일 황실이자 프로이센 왕실이었던 호엔촐레른 왕조의 궁전으로, 이후 국립미술관으로 사용되었다. 나치 독일 치하에서 폐쇄되었고 제 2차 세계대전 때 파괴되었다. 1968년 동독 정권 하에서 재건되었고 동독을 방문하는 외빈들을 위한 영빈관으로 사용되었다. 독일의 재통일 이후에는 전시와 문화행사를 위해 사용된다.